# Oranmore
Oranmore (iriska: Órán Mór) är en ort i republiken Irland.   Den ligger i grevskapet County Galway och provinsen Connacht, i den centrala delen av landet vid en större vik. Oranmore ligger 5 meter över havet och antalet invånare är 4 799.
Terrängen runt Oranmore är platt. Trakten runt Oranmore består i huvudsak av jordbruksmark och några träskmarker.